# كيل (قمر)
القمر كيل (بالإنجليزية: Kale)‏ المعروف أيضاً باسم المشتري السابع والثلاثين (بالإنجليزية:  Jupiter XXXVII)‏، هو قمر طبيعي غير نظامي يتحرك بحركة تراجعية تابع لكوكب المشتري.
و ينتمي هذا القمر إلى مجموعة كارم المكونة جميعها من أقمار غير نظامية وتتحركة بحركة تراجعية دائرة حول المشتري على مسافة تتراوح بين 23 و 24 جيجامتر وزاوية ميلان تبلغ تقريباً 165°.

## اكتشافه
اكتشف هذا القمر مجموعة من علماء الفلك هم سكوت شيبارد ودايفيد جويت في عام 2001 للميلاد، وتمت تسميته مؤقتاً بالاسم S/2001 J 8.
و من ثم تمت تسميته في أغسطس 2003 للميلاد 

## خصائصه
يدور هذا القمر حول كوكب المشتري على مسافة متوسطة تبلغ 22,285 ميغامتر في 679.641 يوماً، بزاوية ميل يبلغ قدرها 165 درجة في اتجاه (°166 من خط الاستواء في المشتري) حسب مسير الشمس مع شذوذ مداري يبلغ قدره 0.2011.
و يبلغ قطر هذا القمر حوالي كيلومترين اثنين.